# 四角床杜父魚
四角床杜父魚，為輻鰭魚綱鮋形目杜父魚亞目杜父魚科的其中一種，為寒帶魚類，分布於北大西洋、北極圈淡水、半鹹水、海域，棲息深度0-100公尺，體長可達60公分，棲息在沿岸底層水域，會進行季節性洄游，進入淡水河川，以甲殼類、魚類等為食，生活習性不明，可做為食用魚。

## 扩展阅读
維基物種上的相關：四角床杜父魚